# Włodzimierz Vacek

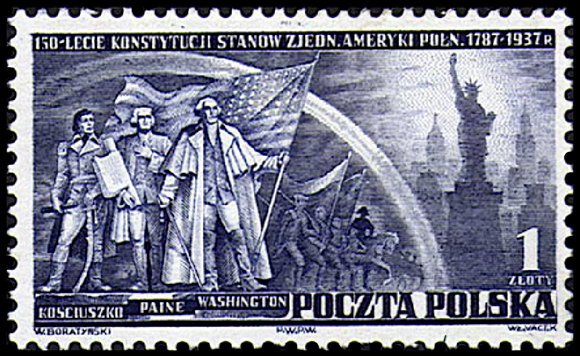
150–lecie uchwalenia konstytucji Stanów Zjednoczonych, znaczek pocztowy
z 1938, rytowany przez Wł. Vacka

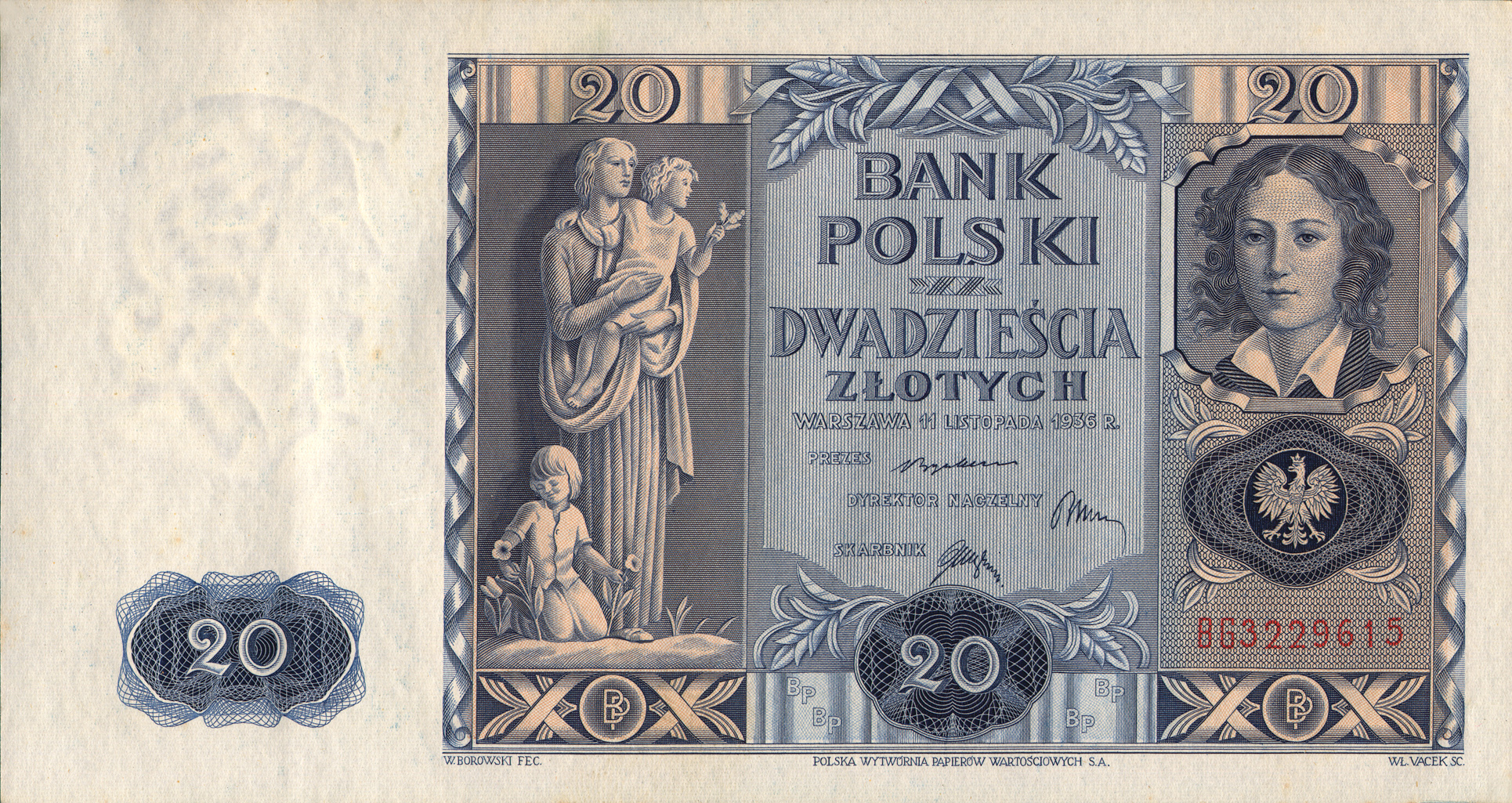
Awers banknotu 20 zł z 1936, rytowany przez Wł. Vacka

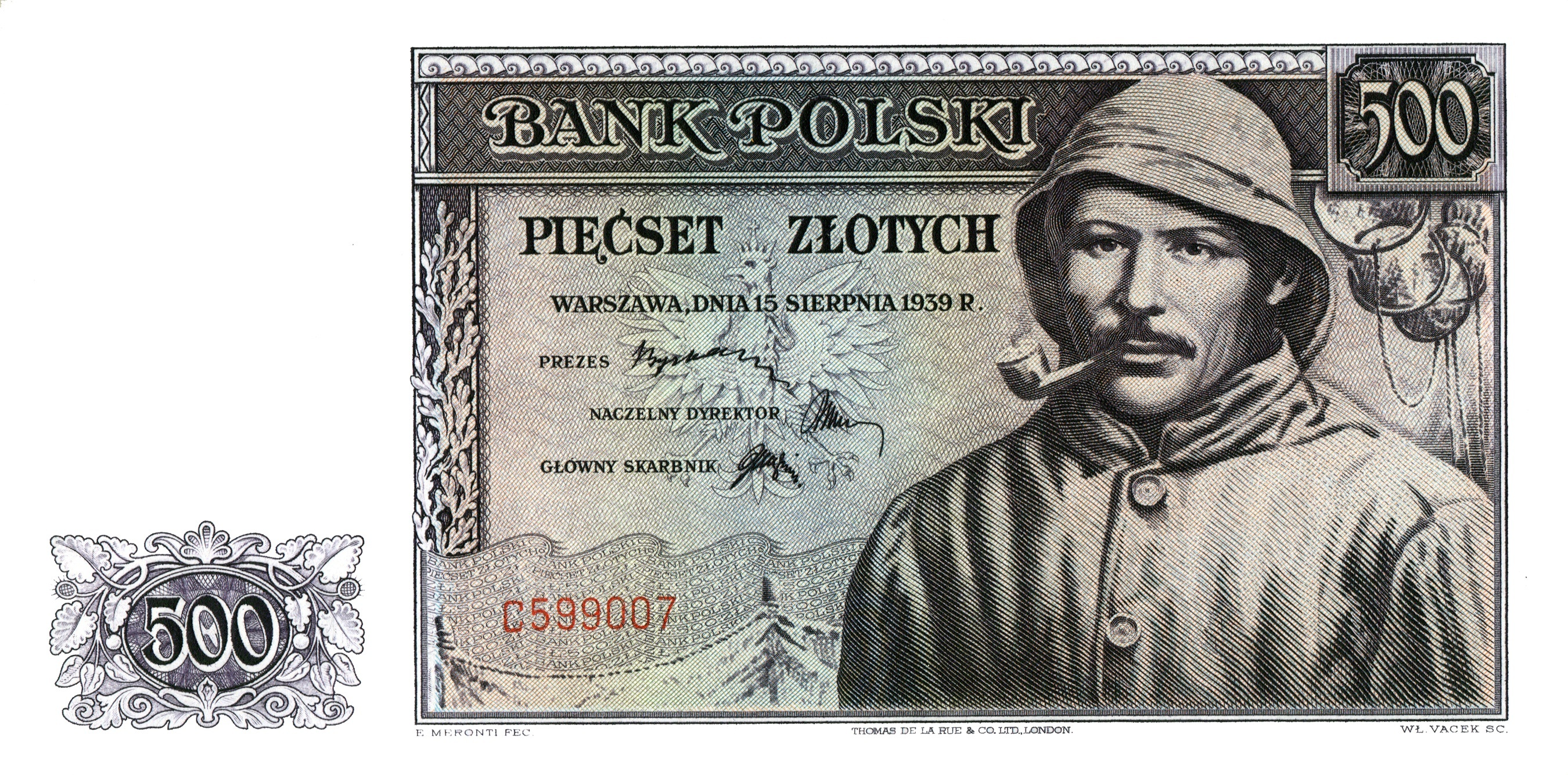
Awers banknotu 500 zł emisji londyńskiej z 1939, rytowany przez Wł. Vacka (nie wszedł do obiegu)

Włodzimierz Vacek (zm. 1961) – polski grafik i rytownik.

## Życiorys
Grawerstwa uczył się u znanego austriackiego rytownika i malarza – Ferdinanda Schirnböcka. W dwudziestoleciu międzywojennym rytował polskie znaczki pocztowe i banknoty, pracując w Polskiej Wytwórni Papierów Wartościowych (PWPW) w Warszawie. Wraz z innymi artystami–grafikami zatrudnionymi w PWPW mieszkał w budynku lokatorskim wytwórni przy ul. Rybaki 35 (róg Zakątnej). Pierwszym wyrytowanym przez niego i wydanym w 1932 znaczkiem był walor 200. rocznica urodzin Jerzego Waszyngtona.
Po wybuchu II wojny światowej, w obawie przed przymusową pracą dla okupanta niemieckiego wyjechał na Wyspy Brytyjskie, gdzie pracował w zakładach graficznych – Thomas De La Rue & Co. Zajmował się m.in. rytowaniem banknotów polskich, tzw. emisji londyńskiej (1940–1942), antydatowanej na 1939.
Był autorem wielu artystycznie udanych i stojących na wysokim poziomie prac. W 1961 przeszedł na emeryturę. Zmarł kilka miesięcy później w tym samym roku.

## Twórczość

### Znaczki pocztowe
(z pominięciem walorów podstawowych z późniejszymi nadrukami)

1932
- 200. rocznica urodzin Jerzego Waszyngtona, 30 gr

1933
- F. Żwirko i S. Wigura – Zwycięzcy Challenge'u, 30 gr
- 400. rocznica śmierci Wita Stwosza, 80 gr
- 250. rocznica Bitwa pod Wiedniem, 1.20 zł

1934
- Panathinaiko (Stadion Panateński w Atenach), 8 drachm[4] – Grecja

1935
- Seria widokowa i prezydent Ignacy Mościcki: (Pieskowa Skała, 5 gr/Gdynia, MS Piłsudski, 15 gr/Zamek w Mirze, 30 gr/Kraków, Sukiennice, 50 gr/Poznań, Biblioteka Raczyńskich, 55 gr/Ignacy Mościcki, 3 zł)

1938
- 150. rocznica uchwalenia konstytucji Stanów Zjednoczonych, 1 zł
- V Ogólnopolska Wystawa Filatelistyczna w Warszawie, 45 i 55 gr
- Pierwszy polski lot do stratosfery, 75 gr
- Powrót Zaolzia do macierzy, 25 gr
- XX rocznica odzyskania niepodległości (Marszałek Edward Śmigły-Rydz), 25 gr

1945
- Powstanie warszawskie, 1+2 zł – wyd. rząd londyński

1952
- 100-lecie śmierci Thomasa Moore’a, 2½ i 3½ pensa[5] – Irlandia

1959
- XX rocznica elekcji i rocznica śmierci papieża Piusa XII, 1 peso – Argentyna

### Banknoty
- 20 złotych 1936 (Emilia Plater)
- 50 złotych 1936 (Jan Henryk Dąbrowski, banknot niewprowadzony do obiegu)
- Nowa emisja banknotów z tzw. emisji londyńskiej, niewprowadzonych do obiegu z powodu wybuchu wojny w 1939